# Rat-Man (serie animata)
 Rat-Man è una serie televisiva di animazione ispirata all'omonimo fumetto della Panini Comics scritto e disegnato da Leo Ortolani.
La serie, costituita da 52 episodi da 13 minuti ciascuno, fu realizzata e prodotta fra il 2005 e il 2006 da Stranemani e Rai Fiction.
Alcuni episodi furono presentati in anteprima presso diverse manifestazioni dedicate a fumetti e all'animazione: Lucca Comics 2005, Romics 2005 (Roma, 8-11 dicembre), Future Film Festival (Bologna), Comicon (Napoli) e Rimini Comix (Rimini).
Rai 2 iniziò a trasmettere la serie il 20 novembre 2006, interrompendone la programmazione dopo i primi 14 episodi. Successivamente riprese a trasmetterla dal 16 giugno 2007 fino all'8 settembre dello stesso anno. Dopodiché la messa in onda su Rai 2 degli episodi fu sospesa definitivamente. Il 13 luglio 2009 la Rai ha poi ripreso la programmazione degli episodi sul canale digitale terrestre per bambini Rai Gulp. Nel 2012 la serie è rientrata nella programmazione di Rai Gulp andando in onda nel fine settimana per poi essere reinserita durante la settimana in fascia preserale. Il 4 settembre 2017 la serie è rientrata nuovamente nella programmazione di Rai Gulp in occasione della fine della serie a fumetti.
Tutti gli episodi sono stati pubblicati su DVD dalla Panini Video.

## Trama
La storia si svolge nella Città Senza Nome e il protagonista è Rat-Man, un supereroe che la difende e lavora fianco a fianco con la polizia. Si tratta di un supereroe senza alcun superpotere, un povero deficiente, che però in un modo o nell'altro, dopo divertentissime gaffe, riesce sempre a portare a termine la sua missione. Va in giro indossando un costume in calzamaglia gialla con due buffe orecchie da topo (ispirate a quelle di Topolino) su una faccia da scimmia e una mantellina blu. Rat-Man è in realtà un uomo comune frustrato del suo anonimato, che cerca la sua autostima, convincendosi di essere un supereroe senza macchia e senza paura.
Col proseguire degli episodi Rat-Man affronta criminali sempre più forti. Ne scaturiscono delle avventure esilaranti, dove il più delle volte Rat-Man è destinato a fare delle magre figure rispetto ai supercriminali, molto più attrezzati di lui.
Rat-Man è affiancato dal suo inseparabile orsetto di peluche Piccettino, un pupazzo di pezza caratterizzato da un bottone al posto di un occhio, che non parla e non pensa, anche se Rat-Man è convinto di avere al suo fianco un fedele e prezioso alleato. Così come Batman (a cui Rat-Man è in qualche modo ispirato, essendo stato creato da Leo Ortolani proprio come parodia dell'uomo pipistrello), anche lui possiede una Rat-Mobile, vive in una lussuosa villa super accessoriata che funge da base operativa dove troviamo l'imperturbabile maggiordomo Arcibaldo, l'unico a conoscere la vera identità segreta di Rat-Man.
Sono utilizzati alcuni personaggi già visti nel fumetto, ma le storie sono originali e non ci sono puntate doppie o triple, storie con trame complesse, come nel fumetto. Ogni singolo episodio è autoconclusivo e slegato dagli altri, ad esclusione dei cinque episodi che formano il lungometraggio intitolato Rat-Man - Il segreto del supereroe.

## Personaggi

### Personaggi principali
- Rat-Man (doppiato da Andrea Ward): protagonista della serie, un uomo senza particolari abilità, che pretende di fare il supereroe.
- Piccettino: l'orsacchiotto di pezza di Rat Man, con cui spesso discute (e ad avere ragione è sempre Piccettino).
- Arcibaldo (doppiato da Oliviero Dinelli): maggiordomo di Rat Man, l'unico che ne conosce la vera identità e gliela ricorda puntualmente.
- Capitano Krik (doppiato da Saverio Indrio): capitano della polizia della Città Senza Nome.
- Tadeus Brakko (doppiato da Ambrogio Colombo): ispettore della polizia della Città Senza Nome, fedele amico di Rat Man, altrettanto stupido.
- Doc (doppiato da Dante Biagioni): il medico scientifico della polizia della Città Senza Nome.
- Jordan: il braccio destro di Brakko, anche lui non intelligentissimo, ma molto volonteroso.
- Clara Clain (doppiata da Alessandra Cassioli): Inviata televisiva. A differenza della serie a fumetti, non è moglie ma fidanzata di Brakko. Il più delle volte lo tradisce per qualche scoop in esclusiva.

### Altri personaggi
- Il Buffone: mortale nemico di Rat-Man e di tutta la Città Senza Nome da quando non è riuscito a diventare supereroe nel test di selezione.
- Cinzia Otherside: transessuale platinata con una passione per i completini leopardati e un debole per Rat-Man, compare solo nei due episodi Zero Zero Rat-Man! e Sotto la pelliccia, niente! e interpreta personaggi completamente differenti da quello della serie a fumetti. Nell'episodio Zero Zero Rat-Man! viene chiamata Cinzia Schiantananis ed è la pericolosa guardia del corpo del Dr. Gold, un dentista; indossa sempre un abito rosso e ha dei denti di metallo (come Squalo dalla serie di James Bond) grazie ai quali il suo capo la tiene sotto controllo minacciandola di elettrificarli. In Sotto la pelliccia, niente! è una stilista di fama mondiale che produce pellicce sintetiche utilizzando il pelo degli orsacchiotti di peluche, cosa che l'ha resa il bersaglio di attentati da parte di Piccettino; mantiene però il nome presente nel fumetto e la sua natura di transessuale è molto più esplicita: si rade la barba e il database di Rat-Man alla richiesta del sesso risponde "femminile" con una voce maschile mostrando la foto di un postino.
- Ciurga: personaggio di Venerdì 12 che compare nell'episodio L'abominevole pupazzo delle nevi come cugina di Jordan.
- Dottor Denam: compare nel film Rat-Man - Il segreto del supereroe, è uno dei creatori dei cloni di Rat-Man.
- La Gatta: mortale bellezza che attira gli uomini con il suo fascino per poi diventare un mostro e divorarli, finirà in prigione mentre nel fumetto viene uccisa da Cinzia.
- Mr. P: parodia di Andrea Plazzi, compare come cameo in quasi ogni episodio ed è il protagonista dell'ultimo episodio (Risparmio e fantasia).
- Prof. Schafausen: grande luminare scientifico che lavora per la Fraudolent.
- Svarzeneggher: il cane di Brakko, miope e dall'olfatto inesistente.
- Svetlana: la fidanzata di Jordan che, grazie alla loro relazione, riceve in cambio il permesso di soggiorno. Compare nell'episodio L'abominevole pupazzo delle nevi e ne El Corazon.

Negli episodi compaiono frequentemente cameo del muscoloso John Balbone e della provocante Pamela Oversize, parodie rispettivamente di Sylvester Stallone (il cognome del personaggio del cartone è un incrocio tra il cognome del suo personaggio più celebre, Rocky Balboa, e il suo cognome, Stallone) e Pamela Anderson (il cognome del personaggio del cartone richiama il prosperoso seno per cui l'attrice è riconosciuta).

### Doppiaggio
| Personaggi    | Voce                |
| ------------- | ------------------- |
| Rat-Man       | Andrea Ward         |
| Arcibaldo     | Oliviero Dinelli    |
| Capitano Krik | Saverio Indrio      |
| Tadeus Brakko | Ambrogio Colombo    |
| Doc           | Dante Biagioni      |
| Clara Clain   | Alessandra Cassioli |

## Episodi
La serie televisiva di Rat-Man consisteva di 52 episodi, dei quali solo 28 sono stati trasmessi in televisione.

## Lungometraggio
Cinque episodi della serie televisiva (dal 44 al 48), collegati tra loro, formano un lungometraggio di 70 minuti intitolato Rat-Man - Il segreto del supereroe, che è stato proiettato in anteprima il 16 marzo 2007 al cinema Lumière di Bologna in occasione del festival internazionale di fumetto BilBOlbul. Il film non è stato messo in onda sotto forma di episodi, ma il DVD con la versione rimontata presentata a Bologna è uscito a novembre 2007, distribuito dalla Panini Video.

## Home video

Copertina del primo DVD della serie

Gli episodi, corredati da numerosi extra, sono stati pubblicati in 8 DVD, 6 episodi ogni DVD, distribuiti dalla Panini Video a cadenza mensile a partire da giugno 2007.
1. Rat-Man contro tutti! (giugno 2007)
2. Verso l'ignoto (luglio 2007)
3. Cuore e acciaio (settembre 2007)
4. Oltre la paura (ottobre 2007)
5. Per servire e proteggere! (gennaio 2008)
6. L'incredibile Rat-Man! (febbraio 2008)
7. Minaccia d'amore! (marzo 2008)
8. I nemici impossibili! (aprile 2008)

Agli 8 DVD si aggiunge sempre nel 2007 il DVD Rat-Man il film - Il segreto del supereroe contenente il lungometraggio Rat-Man - Il segreto del supereroe.
Ad ottobre 2011 è cominciata la Rat-Man DVD Collection che ripropone i 9 DVD del cartone differenziandosi dalla precedente edizione per una differente grafica e l'aggiunta di un cofanetto.
1. Rat-Man il film - Il segreto del supereroe (ottobre 2011)
2. Rat-Man contro tutti! (novembre 2011)
3. Verso l'ignoto! (dicembre 2011)
4. Cuore e acciaio! (gennaio 2012)
5. Oltre la paura (febbraio 2012)
6. Per servire e proteggere! (aprile 2012)
7. L'incredibile Rat-Man! (maggio 2012)
8. Minaccia d'amore! (giugno 2012)
9. I nemici impossibili! (luglio 2012)

Fra gli extra del DVD I nemici impossibili! c'è il documentario I Love Rat-Man! (il mondo dei FAN), in cui è presente, fra le altre, anche un'intervista al cantautore Max Pezzali, grande appassionato di fumetti, che definisce Rat-Man "uno dei fumetti più originali mai partoriti nel nostro paese".

## Colonna sonora
La colonna sonora è stata composta da Michele Bettali, Stefano Carrara e Fabrizio Castania (MSF), mentre la sigla di testa e coda è stata scritta da Michele Bettali e Stefano Carrara.
È stato pubblicato un CD musicale con la colonna sonora, in collaborazione tra Stranemani e la Warner Chappell Music Italiana.

## Messa in onda all'estero
La serie è stata messa in onda in Nord America nei pomeriggi occasionali dei giorni feriali durante il segmento "Cartoni" sul canale satellitare RAI International. Da luglio 2008 va in onda anche in Portogallo con il nome di Rato Mico (letteralmente "topo scimmia" in portoghese) dalla rete RTP1 nella fascia oraria per bambini il sabato mattina alle 7:15.

## Merchandising
Sono state realizzate diverse magliette sulla serie: una bianca e una nera della RAI, con il logo della serie e un'immagine di Rat-Man che esce da un televisore; una gialla con un'immagine di gruppo dei personaggi della serie, contenuta nel cofanetto Ragno Gift Pack Ultimate Special Limited Edition; una bianca dell'Uomo Pannocchia ad opera del Rat-Man fan Club.

## Riferimenti nel fumetto
- Su Rat-Man Collection n. 59 del marzo 2007 Leo Ortolani ironizza sulla sospensione della serie dopo pochi episodi, quando a pagina 26 Cinzia incoraggia Rat-Man dicendogli «Un giorno, anche tu sarai famoso come Sorro!... E faranno un fumetto su di te!... E un cartone animato!... E dopo tre settimane di programmazione lo sospenderanno...».
- La sospensione prematura, nonché le varie critiche alla serie animata pubblicate sul forum ufficiale di Rat-Man, sono state un tema ricorrente nell'esalogia presente su Rat-Man Collection nn. 64-69 dal gennaio al settembre 2008.
- Spesso le battute più famose del fumetto sono state reinserite nel cartone animato: nel fumetto, Cinzia chiede a Rat-Man se usi una cabina telefonica per indossare il costume, come Super-Man, e lui risponde 'No, ho il cellulare'. La stessa battuta si ripresenta nella puntata del cartone "Il rit-Ratto".
- Con riferimento alla controversia relativa all'opportunità di rappresentare un personaggio transessuale in una serie animata che anche i bambini potevano vedere, che ha portato alla riduzione di Cinzia Otherside a personaggio di sfondo, nel fumetto quando Cinzia racconta del suo primo incontro con Rat-Man comincia la narrazione dicendo "Ciao, sono Cinzia e sono un transessuale". Ripresa dall'intervistatore a causa del potenziale pubblico di minorenni, Cinzia ricomincia dicendo "Ciao bambini! Sono Cinzia, e sono un transessuale!"
- Nel fumetto, una delle cause del tracollo della Fuffa Corporation, la multinazionale da cui Deboroh LaRoccia prendeva il suo sostentamento, unitamente all'incapacità di Deboroh come manager, viene rivelata essere la sua idea di vendere i diritti di Rat-Man ad un'emittente televisiva, ottenendo una serie sgradita ai fan del supereroe e che l'emittente contattata da Deboroh candidamente ammette di aver dovuto pesantemente censurare per mandarla in onda.

## Accoglienza
Il successo di pubblico è stato mediocre, imputabile in parte ad una pubblicità e ad una programmazione carente da parte della Rai, poco fiduciosa sin dall'inizio del successo del prodotto, tanto che degli iniziali 52 episodi ne sono stati trasmessi solo 28 (il tema della gestione della serie animata da parte della Rai è stato al centro di un lungo botta e risposta a distanza fra Leo Ortolani e la Rai stessa).

## Censura
Cinzia non è presente negli episodi trasmessi sui canali Rai, ma solo su quelli dei DVD Panini Video, perché non venne ritenuto corretto mostrare un personaggio transessuale in un cartone mandato in onda durante la fascia oraria per i più piccoli.